# 国道215号 (インド)
国道215号線（こくどう215ごうせん）は、インドの国道。全長は348キロメートル。オリッサ州のパニコイリからラジャムンダを結ぶ。

## 通過する自治体
- パニコイリ（英語版）
- アーナンダプール（英語版）
- ガトガーオン（英語版）
- ケオンジャル（英語版）
- パールソラ（英語版）
- コイラ（英語版）
- ラジャムンダ（英語版）